# UNITED against racism
UNITED för interkulturellt arbete är ett paneuropeiskt nätverk mot nationalism, rasism, fascism och stöd till invandrare och flyktingar. Nätverket organiserar mer än 560 organisationer i 49 europeiska länder. Sedan den grundades 1992 har organisationen, med säte i Amsterdam, varit oberoende av alla politiska partier, organisationer och stater.
Den europeiska adressboken mot rasism publiceras årligen av föreningen. Adressboken listar europeiska organisationer som aktivt bekämpar rasism, fascism, nationalism eller förespråkare för invandrare och flyktingar. Dessutom listas mer än 2200 organisationer och över 130 sponsorklubbar. Den sökbara onlineversionen innehåller över 4000 bidrag.
I den internationella kalendern publicerar föreningen information om viktiga händelser, seminarier, utbildningar, konferenser, utställningar, festivaler etc. inom anti-rasism, anti-nationalism, antifascism, stöd till invandrare, flyktingar och mänskliga rättigheter. Online-upplagan uppdateras varje vecka. En utgåva skickas över hela Europa till 2500 adresser.
Varje år genomförs följande europeiska kampanjer, samordnade av United:
- 21 mars aktionsveckan mot rasism
- 20 juni Internationella Flyktingdagen
- 9 november Internationella dagen mot fascism och Antisemitism